# Ana Hernández
Ana Hernández (Santo Domingo Tehuantepec, Oaxaca; 1991) es una artista visual mexicana. Su discurso artístico se centra en la recuperación de la vestimenta tradicional del Istmo de Tehuantepec. A través del entorno que habita y la preocupación por la migración, la geografía, la identidad que parten de intereses personales y se trasladan al intercambio de conocimiento desde la comunidad. Sus obras abordan diversas técnicas desde la serigrafía hasta el tallado en madera, sin embargo el textil es una constante en su trabajo al haber nacido y crecido en una familia dedicada a ello.

## Trayectoria
Es egresada de la escuela de Bellas Artes de Oaxaca, de las clínicas de especialización en arte contemporáneo CEACO, parte de su formación la recibió del Instituto de Artes Gráficas de Oaxaca IAGO, ha participado en exposiciones en Oaxaca, Ciudad de México, Monterrey, Estados Unidos, Ecuador y España entre otras. A temprana edad formó parte de exposiciones como Arte de los pueblos de México. Disrupciones indígenas en el Palacio de Bellas Artes la cual propone un cambio de paradigma en la apreciación de arte. Así como en Los huecos del agua. Arte actual de pueblos originarios en el Museo Universitario del Chopo junto a una serie de artistas de diversos pueblos, quienes trabajan con una reinvención de su presente y al mismo tiempo con los legados de culturas anteriores a la llegada de colonizadores españoles a México.
La crítica especializada ha comentado sobre el trabajo de Hernández:  
La también artista Ana Hernández defiende sin fisuras las prácticas de las comunidades originarias, su forma de acercarse al arte, colectiva, compartida. Ella es “zapoteca del istmo de Tehuantepec”. La palabra indígena le “hace ruido” y lo mismo si le preguntan por la división entre arte y artesanía: no ve una frontera, aunque ella es el ejemplo de que existe. Hernández trabaja el textil y reinterpreta como artista objetos cotidianos.
Sus obras y proyectos han sido publicadas en medios como Harper´s Bazar ART, El País, La Jornada así como la publicación Los Huecos del Agua editado por el Museo Universitario del Chopo. El trabajo de Ana Hernández representa una reivindicación del arte desde los pueblos originarios y su reflexión contemporánea. Con una extensa producción de obras donde predomina el textil, da cuenta de temas como la migración, la lengua y la familia. La prensa especializada ha mencionado:
La artista centra su discurso artístico en la recuperación de la vestimenta tradicional del Istmo de Tehuantepec. Sin embargo, en Rutas de ausencia (2013), mediante el registro de su bordado, da cuenta de los procesos migratorios que, como grietas, marcan distancias físicas agudamente dolorosas entre los miembros de una familia. En sus señalamientos incluye el rechazo al maíz transgénico, Olotera (2019), que es un mapa del Istmo confeccionado con el raquis o corazón de la mazorca del maíz.

### Exposiciones Individuales

#### 2018 Doo Yaachi, Galería Quetzalli, Oaxaca.
Para esta obra realizó una investigación llamada Olvido, sobre las cadenillas antiguas que caracterizan los textiles de las mujeres provenientes de su comunidad, el Istmo de Tehuantepec, Oaxaca. La cual desemboco en Doo Yachi (hilo dorado), presentada en la galería Quetzalli en 2018.
En ella, retoma elementos de su natal Tehuantepec como los jicalpextles, haciéndolos brillar con hoja de oro. Suspendidos y al no confeccionar un huipil invitan al espectador a apreciar más la técnica. La cartografía también se hace presente al contener piezas como un mapa de la República Mexicana formado con hilos de colores sobre un lienzo de terciopelo. Colaborando con artesanos de distintas partes de Oaxaca.

#### 2021 Bixhia, NN Galería.
Bixhia parte de Sa Benda Bixhia (son del pez) una danza ritual de origen prehispánica que solo se ejecuta en las fiestas patronales de Santa María en Tehuantepec, en ella vincula su lengua, el zapoteco, que permite hacer un juego, imaginar y establecer una relación con un todo como lo hace su obra donde se relacionan colores, formas y técnicas.
Ana explica que en el zapoteco del Istmo benda puede ser: pez, camarón, hermana de ella, culebra; bixhia puede significar: penca de coco, grito, aullido, destruir, desbaratar, sierra, porque el zapoteco es una lengua tonal, es decir que dependiendo de  los tonos: altos, medios y bajos o bien ascendentes y descendentes, se establecen los diversos significados.
Las 75 también giran en torno a la pesca  y elementos que dan identidad a la mujer istmeña como los textiles, trabajados durante casi cinco años en diversas técnicas como la cerámica, el textil, estarcido, escultura. Sobre Bixhia el escritor Víctor Cata escribió en la presentación lo siguiente:
La memoria de Ana Hernández es una moneda de oro que alumbra su infancia, recrea a su abuela que encarna a todas las mujeres de su casa, sostiene la imagen de un enorme pez con cuerpo de serpiente y fauces de saurio, ella gira, gira con el esqueleto de madera...El son benda bixhia “son del pescado”, la danza que sólo la ejecutan los hombres para recordar cómo pescaron a un pez escurridizo, pero que en esta propuesta creativa de Ana, es la danza de las mujeres; sus enaguas y refajos van y vienen, son como atarrayas que se despliegan en un mar nocturno, por momentos pareciera que volaran, como un águila que mira hacia el norte y bebe el viento.

### Exposiciones Colectivas
- 2022 Arte de los pueblos de México. Disrupciones indígenas. Palacio de las Bellas Artes.[2]
- 2021 El universo se encogió en madejas fantasmales / LANAO Galería.
- 2021 Agave Epiphany Center of Arts, Chicago.
- 2021 Yoo Guiba ́ Espacio Unión.
- 2019 Los Huecos del Agua, Museo del Chopo, Ciudad de México.
- 2019 México Textil Sur y Sureste, Museo de Arte Popular, Ciudad de México.
- 2018 Tratos, Relatos y Retratos, Museo de la Cancillería, Ciudad de México.[11]
- 2018 Subasta Arte Vivo, Museo de Arte Moderno, Ciudad de México.
- 2016 Constelaciones, Centro de las Artes de San Agustín, Oaxaca, México.
- 2016 Carteles por Ayotzinapa, Instituto de Artes Gráficas de Oaxaca. Oaxaca, México.
- 2016 La Imagen Infinita, Galería Quetzalli, Oaxaca, México.
- Bio artefactos desgranar lentamente un maíz, Museo de Arte Contemporáneo de Oaxaca (MACO). Oaxaca, México.
- New Codex: Los Ángeles, CA, Estados Unidos, (SPARC ART).
- New Codex: San Diego, CA, Estados Unidos, (MESA COLLEGE).
- Primera Bienal Internacional de Carteles Oaxaca "Carteles por Ayotzinapa, Instituto de Artes Gráficas de Oaxaca (IAGO). Oaxaca, México.
- Maíz nativo vs maíz transgénico, Centro de las Artes de San Agustín, (El Casa).
- Nuevo códice: Ciudad de México, Museo de Arte Popular, (MAP).

#### 2019 Los Huecos del Agua,Museo del Chopo, Ciudad de México.
En esta exposición colectiva presenta Nisaguié Yaachi (lluvia dorada) además de Rutas de Ausencia y Olotera, teniendo lugar en el Museo del Chopo como una forma de protesta mediante el arte contemporáneo al racismo, la castellanización forzada, la destrucción ambiental y la anulación de la autonomía al mismo tiempo que buscan deshacerse de los estereotipos y la exotización a la que han sido sujetos como pueblos indígenas.  
El título deriva del concepto de “el pensamiento-archipiélago”, de Édouard Glissant, en el que plantea la necesidad de abordar una geografía en toda su diversidad y desde todos sus resquicios.
En Rutas de Ausencia, marca una ruta de ausencia imaginaria de donde cree que esta su Mamá y de donde cree su Mamá que esta ella, como una forma de poder seguir sus pasos. De forma que quede grabado con hilos, tela y colores mediante sus flores bordadas que son lo único que las mantiene unidas a la distancia. Mediante su obra nos muestra el problema del fenómeno migratorio y como la experiencia es compartida entre familias mexicanas trayendo a colación la perdida, además de indagar sobre la preservación de las tradiciones, costumbres, fiestas y lenguas que unen personas y al mismo permiten que sigan existiendo.
Lo que me interesa es cómo hacer que la memoria quede escrita, que quede grabada, para que cuando nosotros no estemos los que vienen sepan de dónde venimos, quiénes somos y cómo éramos.
Mientras tanto en Olotera, parte de un desgranador de mazorcas mediante el que busca poder despertar cierta consciencia sobre el maíz transgénico en nuestro país, destacando su importancia como base de nuestra alimentación.
Es como un cinturón. Son las oloteras, las mazorcas lo que hace que se esté que estén todos unidos. Es como la fuerza que debe tener el maíz pero también la fuerza que debemos de tener todos. Podría decirse que somos nosotros, somos las mazorcas que hacemos que se conforme Oaxaca o México y que podemos hacer que este cinturón no se rompa.

#### 2022 Arte de los pueblos de México. Disrupciones indígenas.Palacio de las Bellas Artes.
Esta muestra reúne 500 piezas con seis núcleos temáticos, como un reconocimiento a la independencia estética en las producciones artísticas de 45 pueblos originarios de México. Las obras reunidas son expresión de los conocimientos, historias, pensamientos e identidades de las colectividades creadoras y encarnan en parte sus múltiples maneras de percibir, sentir, entender y vivir el mundo, lo que da lugar a estilos genuinos y vigorosos dentro del contexto artístico contemporáneo.
La exposición abre con “La utopía estética revolucionaria”, núcleo temático situado en los primeros años del México posrevolucionario, y da cuenta de la construcción del discurso nacionalista basado en la exaltación del campesinado –mayoritariamente indígena– y la reivindicación de sus expresiones culturales. A través de una minuciosa selección de obra se muestra la irrupción de postulados filosóficos y políticos que dieron lugar al concepto de las entonces llamadas artes populares.
La exposición está acompañada de una publicación realizada por la Fundación Jenkins y que permite reflexionar acerca de los procesos de las artes de los pueblos indígenas, sus contextos de producción y circulación de obras, además de los paradigmas que han delimitado a estas artes y la descolonización contemporánea.

## Distinciones
Obtuvo en dos emisiones el reconocimiento Puntos de Encuentro, por el Festival de Artes Visuales en Oaxaca en 2012 y 2013, así como becaria de la Secretaria de las culturas del Estado de Oaxaca.